# Chotów (Łódź)
Pour les articles homonymes, voir Chotów.
Chotów est une localité polonaise de la gmina de Mokrsko, située dans le powiat de Wieluń en voïvodie de Łódź.